# سیارک ۱۴۵۱۷
سیارک ۱۴۵۱۷ (به انگلیسی: 14517 Monitoma، نامگذاری:1996LJ1) چهارده هزار و پانصد و هفدهمین سیارک کشف شده‌است که در ۱۳ ژوئن ۱۹۹۶ کشف شد.
قدر مطلق سیارک برابر ۱۳٫۸۰ است.